# The Chronological Classics: Louis Armstrong and His Orchestra 1931-1932
| Recensione | Giudizio |
| ---------- | -------- |
| AllMusic   | [ 1 ]    |

The Chronological Classics: Louis Armstrong and His Orchestra 1931-1932 è una Compilation del trombettista jazz statunitense Louis Armstrong, pubblicato dall'etichetta discografica francese Classics Records nel 1990.

## Tracce

### CD
1. Lazy River – 3:05 (Hoagy Carmichael, Sidney Arodin) – Registrato il 3 novembre 1931 a Chicago, Illinois
2. Chinatown, My Chinatown – 3:18 (William Jerome, Jean Schwartz) – Registrato il 3 novembre 1931 a Chicago, Illinois
3. Wrap Your Troubles in Dreams – 3:39 (Billy Moll, Ted Koehler, Harry Barris) – Registrato il 4 novembre 1931 a Chicago, Illinois
4. Stardust – 3:36 (Hoagy Carmichael) – Registrato il 4 novembre 1931 a Chicago, Illinois
5. You Can Depend on Me – 3:17 (Louis Dunlap, Earl Hines, Charles Carpenter) – Registrato il 5 novembre 1931 a Chicago, Illinois
6. Georgia on My Mind – 3:19 (Stuart Gorrell, Hoagy Carmichael) – Registrato il 5 novembre 1931 a Chicago, Illinois
7. The Lonesome Road – 3:31 (Gene Austin, Nathaniel Shilkret) – Registrato il 6 novembre 1931 a Chicago, Illinois
8. I Got Rhythm – 3:04 (Ira Gershwin, George Gershwin) – Registrato il 6 novembre 1931 a Chicago, Illinois
9. Between the Devil and the Deep Blue Sea – 3:00 (Ted Koehler, Harold Arlen) – Registrato il 25 gennaio 1932 a Chicago, Illinois
10. Kickin' the Gong Around – 3:12 (Ted Koehler, Harold Arlen) – Registrato il 25 gennaio 1932 a Chicago, Illinois
11. Home – 3:03 (Peter Van Steeden, Jeff Clarkson) – Registrato il 27 gennaio 1932 a Chicago, Illinois
12. All of Me – 2:57 (Seymour Simons, Gerald Marks) – Registrato il 27 gennaio 1932 a Chicago, Illinois
13. Love, You Funny Thing – 3:38 (Roy Turk, Fred E. Ahlert) – Registrato il 2 marzo 1932 a Chicago, Illinois
14. The New Tiger Rag – 3:20 (Nick La Rocca) – Registrato l'11 marzo 1932 a Chicago, Illinois
15. Keepin' Out of Mischief Now – 3:30 (Andy Razaf, Fats Waller) – Registrato l'11 marzo 1932 a Chicago, Illinois
16. Lawd, You Made the Night Too Long – 3:20 (Sam M. Lewis, Victor Young) – Registrato l'11 marzo 1932 a Chicago, Illinois
17. That's My Home – 3:10 (Leon Renè, Otis Renè, Ben Ellison) – Registrato l'8 dicembre 1932 a Camden, New Jersey
18. Hobo, You Can't Ride This Train – 3:01 (Louis Armstrong) – Registrato l'8 dicembre 1932 a Camden, New Jersey
19. I Hate to Leave You Know – 3:12 (Dorothy Dick, Fats Waller, Harry Link) – Registrato l'8 dicembre 1932 a Camden, New Jersey
20. You'll Wish You'd Never Been Born – 3:19 (Louis Armstrong) – Registrato l'8 dicembre 1932 a Camden, New Jersey
21. Medley of Armstrong Hits (Part II) – 4:34 – Registrato il 21 dicembre 1932 a Camden, New Jersey

## Musicisti
Lazy River / Chinatown, My Chinatown / Wrap Your Troubles in Dreams / Stardust / You Can Depend on Me / Georgia on My Mind / The Lonesome Road / I Got Rhythm / Between the Devil and the Deep Blue Sea / Kickin' the Gong Around

(Louis Armstrong and His Orchestra)
- Louis Armstrong - tromba, voce, leader,
- Louis Armstrong - speech (brano: The Lonesome Road)
- Zilner Randolf - tromba
- Zilner Randolf - speech (brano: The Lonesome Road)
- Preston Jackson - trombone
- Lester Boone - clarinetto, sassofono alto
- George James - clarinetto, sassofono soprano, sassofono alto
- Albert Washington - clarinetto, sassofono tenore
- Charlie Alexander - pianoforte
- Mike McKendrick - banjo, chitarra
- Mike McKendrick - speech (brano: The Lonesome Road)
- John Lindsay - contrabbasso
- John Lindsay - speech (brano: The Lonesome Road)
- Tubby Hall - batteria

Home / All of Me / Love, You Funny Thing / The New Tiger Rag / Keepin' Out of Mischief Now / Lawd, You Made the Night Too Long

(Louis Armstrong and His Orchestra)
- Louis Armstrong - tromba, voce, leader
- Zilner Randolf - tromba
- Preston Jackson - trombone
- Lester Boone - clarinetto, sassofono alto
- George James - clarinetto, sassofono soprano, sassofono alto
- Albert Washington - clarinetto, sassofono tenore
- Charlie Alexander - pianoforte
- Mike McKendrick - banjo, chitarra
- John Lindsay - contrabbasso
- Tubby Hall - batteria

That's My Home / Hobo, You Can't Ride This Train / I Hate to Leave You Know / You'll Wish You'd Never Been Born

(Louis Armstrong and His Orchestra)
- Louis Armstrong - tromba, voce, leader
- Louis Bacon - tromba
- Louis Hunt - tromba
- Billy Hicks - tromba
- Charlie Green - trombone
- Pete Clark - clarinetto, sassofono alto
- Edgar Sampson - sassofono alto, violino
- Elmer Williams - sassofono tenore
- Don Kirkpatrick - pianoforte
- John Trueheart - chitarra
- Elmer James - contrabbasso
- Chick Webb - batteria
- Mezz Mezzrow - campane (brano: Hobo, You Can't Ride This Train)

Medley of Armstrong Hits (Part II): When You're Smiling, St. James Infirmary, Dinah)

(Louis Armstrong and His Orchestra)
- Louis Armstrong - tromba, voce, leader
- Charlie Gaines - tromba
- Sconosciuto - trombone
- Louis Jordan - sassofono alto
- Arthur Davey - sassofono alto
- Ellsworth Blake - sassofono tenore
- Wesley Robinson - pianoforte, banjo, chitarra
- Ed Hayes - contrabbasso
- Benny Hill - batteria[2]